# Hosenrolle

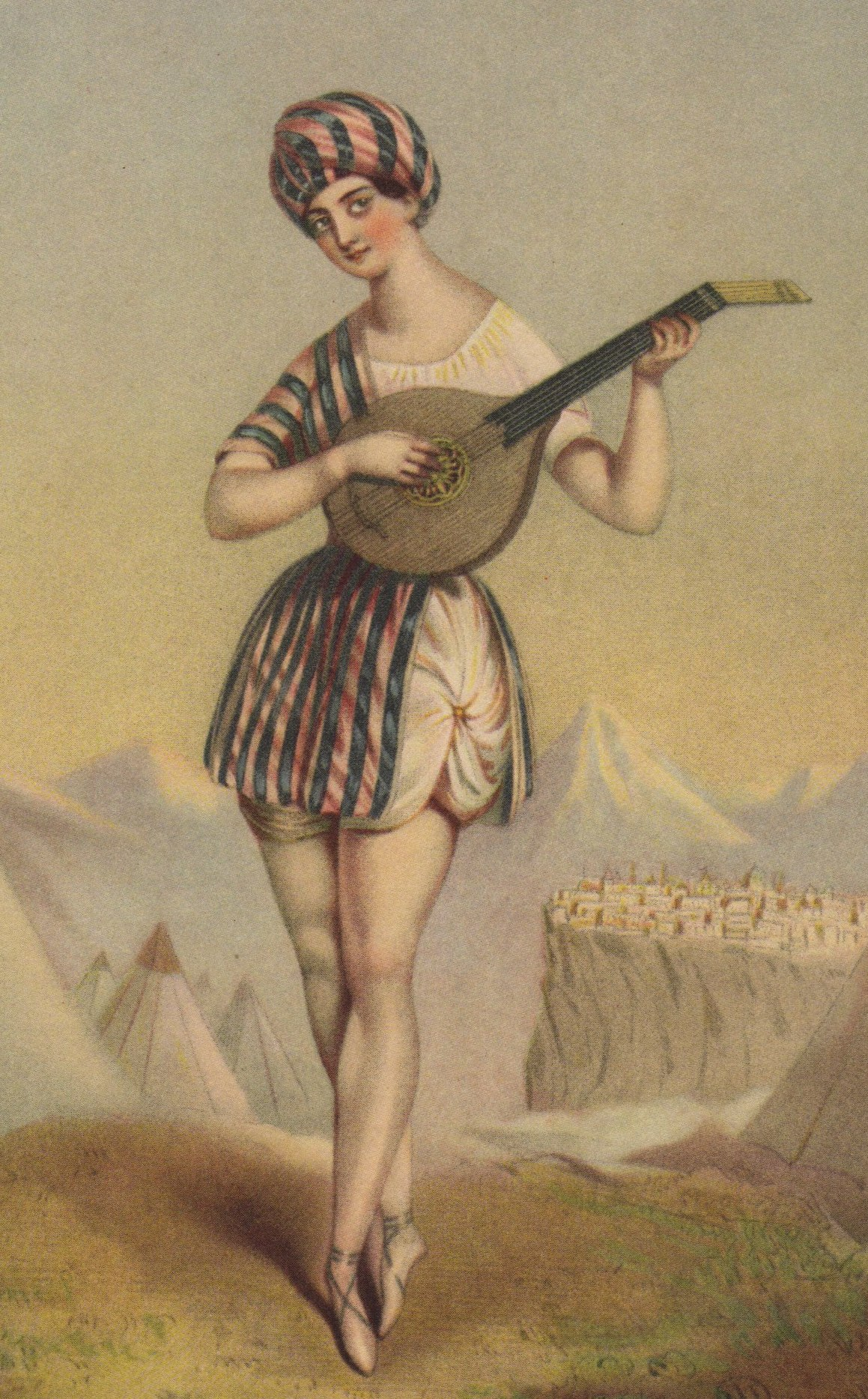
Die Tänzerin Céline Céleste 1838 als „arabischer Junge“ im Adelphi Theatre (London)

Als Hosenrolle bezeichnet man in der Theatersprache eine Travestie-Rolle oder Partie, deren Figur männlich ist, jedoch von einer Frau dargestellt wird. Hosenrollen gibt es in allen Sparten des westlichen Theaters. Die Bezeichnung bezieht sich darauf, dass die Darstellerin in Hosen spielt.  Weil das Publikum erwartete, die Beine der Darstellerin zu sehen, wurden sehr oft Trikot-Hosen verwendet, im 19. Jahrhundert häufig In Kombination mit einer kurzen Pluderhose.
In Oper und Operette übernehmen oft Mezzosoprane solche Partien aufgrund des dunkleren Timbres ihrer Stimme. Einst von Sopranen dargestellte Hosenrollen wie Ganymed in Franz von Suppès Die schöne Galathée werden heute oft Tenören übertragen, die sie eine Oktave tiefer singen.
Vorübergehende Verkleidungen einer Frau als Mann (zum Beispiel innerhalb von Film- und Theaterrollen) werden auch als weibliches Cross-Dressing bezeichnet, der Tausch der Geschlechterrolle wird im Theater als Travestie bezeichnet.

## Geschichte

### Geschlechter-Indifferenz bis ins 18. Jahrhundert
Die Hosenrolle im Theater des 19. und 20. Jahrhunderts geht auf die relative Geschlechter-Indifferenz im Theater des 17. und 18. Jahrhunderts zurück. Damals wurde nicht für nötig gehalten, dass das Geschlecht des Darstellers mit dem Geschlecht seiner Rolle übereinstimmte. Bis ins 17. Jahrhundert wurden meist nur Männer als Darsteller geduldet, so dass z. B. Shakespeare für Frauenrollen ausschließlich Männer bzw. Jungen in Frauenkleidern einsetzte (siehe: Crossdressing im Theater). Als nach Wiedereröffnung der Londoner Theater 1660 erstmals weibliche Darstellerinnen auftraten, lösten sie die bisherigen Jungen in Frauenkleidern ab. Der von Frauen gesprochene Dialog und die Zurschaustellung ihrer Körper auf der Bühne waren für die damalige Zeit eine große Neuerung. Bald traten Frauen sogar in Männerkleidung auf. Dies war eine Bühnensensation, da es bis zum Ende des 19. Jahrhunderts Frauen nahezu unmöglich war, sich öffentlich in Hosen zu zeigen (siehe Geschichte der Frauenhose).
Von den 375 Stücken, die auf den Londoner Bühnen in der Zeit von 1660 bis 1700 produziert wurden, enthielten geschätzte 89, also beinahe ein Viertel, eine oder mehrere Rollen für Schauspielerinnen in Männerkleidung. Nahezu jede Schauspielerin zur Zeit der Restaurationskomödie erschien wenigstens einmal in Hosen. Als am Ende des 17. Jahrhunderts die ersten Darstellerinnen auf kontinentaleuropäische Bühnen kamen, wurden sie auch für Männerrollen eingesetzt, etwa ältere Frauen für den „jugendlichen Helden“.
Auch die Stimmlage der Darsteller wurde nicht in den Zusammenhang mit einer natürlichen Geschlechterrolle gestellt. Im Barockzeitalter wurden die heutigen Männerstimmen Tenor und Bass nur in Nebenrollen eingesetzt (und manchmal in Frauenrollen wie die Amme Arnalta in Monteverdis L’incoronazione di Poppea). Alle Hauptrollen hingegen wurden von Kastraten (vor der Pubertät kastrierten Männern) gesungen, später auch von Frauen, weil diese hohen Stimmen vom Publikum als engelsgleich empfunden wurden und zu virtuoseren Verzierungen besser geeignet sind als die Männerstimmen. Dass die hohe Stimme für eine ausgesprochen männliche Rolle wie einen Feldherrn unnatürlich sein könnte, glaubte man damals nicht. Das Zierliche kam der Zeit eher entgegen als das Kraftvolle, das im 19. Jahrhundert an Einfluss gewann.
Als die Darstellerinnen auf der Bühne an Bedeutung gewannen, konnte es vorkommen, dass der Kastrat die Rolle einer Frau sang und die Primadonna den Helden, weil sich beide für ihre Partien eigneten. In der Berliner Uraufführung der Oper Cleopatra e Cesare von Carl Heinrich Graun (1742) tauschten der Kastrat und die Sopranistin, die Cäsar und Kleopatra darstellten, im letzten Akt die Rollen, um die Oper musikalisch zu Ende führen zu können.

### Traditionsrest und Pikanterie im 19. Jahrhundert

Die Operetten-Sängerin Löwy in der von Franz von Suppè bewusst als Hosenrolle komponierten Titelfigur des „Boccaccio“ (Foto: Atelier „Fernande“, Wien. Inhaber: August Leutner (1848–1927)) (Aus: „Photographische Rundschau“. 1892).

Gegen Ende des 18. Jahrhunderts verschwanden die Kastraten von Europas Opernbühnen, und im Schauspiel wurde es üblich, die Geschlechterrollen auf der Bühne und im Leben parallel zu setzen. Trotzdem wurde die Tradition der „Frau in Hosen“ fortgesetzt. Einerseits spielte dafür das Ideal der hohen Stimme eine Rolle, andererseits die Pikanterie, dass eine Frau in Hosen auftrat, womit sie ihre Beine zeigte, die nach der Mode der Zeit gewöhnlich durch lange Röcke verborgen waren.
Im Lauf des 19. Jahrhunderts sind die Rollen von „jugendlichen Liebhabern“ gleichsam vor dem Stimmbruch oft als Hosenrollen konzipiert worden. Mozart schrieb die Rolle des Pagen Cherubino in Le nozze di Figaro (1786) für eine Sängerin, wobei bereits Beaumarchais für Le Mariage de Figaro meinte, dass Cherubim von „nur einer jungen, sehr hübschen Frau gespielt werden“ könne. Und Vincenzo Bellinis Liebespaar Romeo und Julia in seiner Oper I Capuleti e i Montecchi (1830) besteht aus zwei Frauenstimmen: nach heutiger Terminologie einem Sopran und einem Mezzo.
Eine Institution waren die Hosenrollen vor allem in der Operette. Auch in Suppès Die schöne Galathée (1865) befindet sich ein Liebespaar, das von zwei Sopranen dargestellt wird. Erwin Rieger behauptete, dass die Soubrette in der Wiener Operette stets fad und süßlich gewesen sei, „wenn sie nicht die Höschen eines kastrierten Cherubim trug“.
Zahlreiche Reflexe fanden die Hosenrollen in der Romanliteratur jener Zeit. Achim von Arnim zum Beispiel veröffentlichte 1823 seine Novelle Die Verkleidungen des französischen Hofmeisters und seines deutschen Zöglings. Darin muss der Zögling auf Geheiß des Hofmeisters eine Schwangere mimen. Die Braut dagegen stellt einen Jüngling dar und der Schwiegervater, der Hofmeister, verkleidet sich als Pariser Dame.

### Weiterentwicklung seit Ende des 19. Jahrhunderts

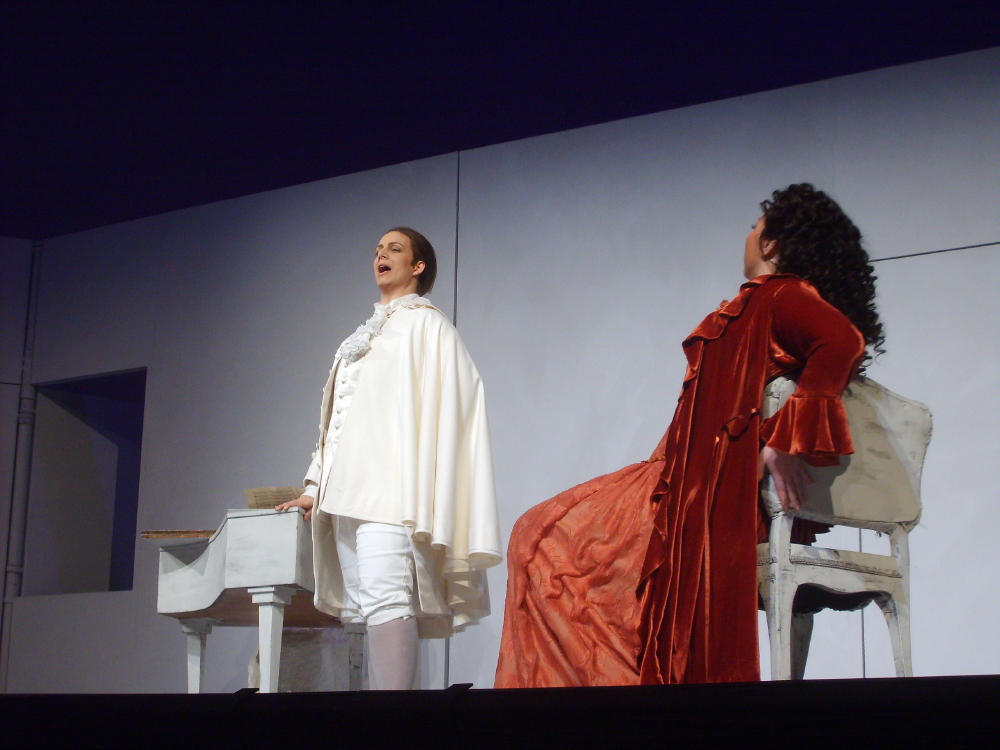
Joslyn Rechter als Cherubino in Le nozze di Figaro in einer Aufführung der Wuppertaler Bühnen

Demgegenüber war die Hosenrolle auch ein Zeichen der Emanzipation von Schauspielerinnen, die sich als Männer auf der Bühne viel freier gebärden konnten, als es Frauen damals möglich war. Aufgrund des Mangels an bedeutenden Frauenrollen im 19. Jahrhundert spielte etwa die Schauspielerin Sarah Bernhardt Männerrollen wie William Shakespeares Hamlet im Théâtre de la Porte Saint-Martin.
So wie die Kastraten umgab auch die Frauen in Hosen immer eine gewisse Ambiguität, während die Männer „en travestie“ (wie z. B. 1892 in Charleys Tante) oftmals klamaukhaft erschienen, zumindest dann, wenn die Travestie nicht zu übersehen war. Für Kinderrollen (wie z. B. Hänsel in Engelbert Humperdincks Hänsel und Gretel) waren Frauen dagegen unproblematisch.
Richard Strauss schuf mit Octavian Graf Rofrano in seiner Oper Der Rosenkavalier und mit dem Komponisten in Ariadne auf Naxos Anfang des 20. Jahrhunderts zwei der umfangreichsten und anspruchsvollsten Hosenrollen, allerdings in Handlungen aus dem 17. und 18. Jahrhundert. In beiden Fällen steht der junge ‚Mann‘ zwischen zwei Frauen. Die Rückschau auf eine Zeit der höfischen Galanterie, die vom Bürgertum im 18. Jahrhundert verurteilt worden war, verband sich nun mit einer modernen Emanzipation des Erotischen.
In der westlichen Welt sind die Hosenrollen in Theater und Film während des 20. Jahrhunderts stark zurückgegangen, während sich das Tragen von Hosen im Alltag etabliert hat. Eine moderne Version der Hosenrolle zeigt sich in den Otokoyaku der japanischen Takarazuka Revue.

## Wertungen
In der Literatur wird sowohl die These vertreten, dass die Hosenrolle zur Emanzipation der Frau beigetragen habe, als auch die gegenteilige Auffassung, dass sie auf diese Weise zum Objekt gemacht werde.
Die Rolle des Romeo in Vincenzo Bellinis Vertonung des Romeo-und-Julia-Stoffs I Capuleti e i Montecchi  (1830) wird als Hosenrolle von einer Frau verkörpert, als Übergang zwischen der älteren Praxis des Kastraten und der neueren des Tenors in der männlichen Hauptrolle, wie sie seit den 1830er Jahren üblich wurde. Dass Romeo und Julia an der Uraufführung von den Schwestern Giulia Grisi und Giuditta Grisi verkörpert wurden, war für das damalige Publikum noch kein Problem, während die Kritiker einer Pariser Aufführung von 1859 bereits die Unnatürlichkeit eines weiblichen Romeo bemängelten, in derselben Zeit, als die Hosenrollen im Unterhaltungstheater überhandnahmen.
Für die Häufigkeit von Hosenrollen war die theatralische Darstellung erotischer Ausstrahlung bedeutsam. Seit dem 18. Jahrhundert wurde erotische Ausstrahlung – die zuvor auf die Kastraten als Verabsolutierung des Erotischen, vergleichbar mit den Sexsymbolen in den Medien des 20. Jahrhunderts, beschränkt war – akzeptabel, sofern sie auf das andere Geschlecht wirkte und durch die Standesgrenzen die Distanz gewahrt blieb. So durften z. B. die Schauspielerin auf den Fürsten und die Fürstin auf den männlichen Untergebenen „als Frau“ attraktiv wirken (und umgekehrt). Damit wurde es wichtig, welches biologische Geschlecht die Darsteller hatten, und das Liebespaar auf der Bühne, das de facto aus zwei Frauen oder Männern bestand, wurde unbequem, hatte aber auch den Reiz des Andersartigen. Die zweite Hälfte des 19. Jahrhunderts – eine Zeit, in der Homosexualität als spezifische Anziehung öffentlich konzipiert wurde – sah eine Häufung der Hosenrollen.

## Bekannte Hosenrollen

### Oper und Operette
- Vincenzo Bellini, I Capuleti e i Montecchi: Romeo
- Alban Berg, Lulu: Der Gymnasiast, Ein Groom
- Gaetano Donizetti, Lucrezia Borgia: Maffio Orsini
- Antonín Dvořák, Rusalka: Küchenjunge
- Engelbert Humperdinck, Hänsel und Gretel: Hänsel
- Leoš Janáček, Jenůfa: Jano
- Bohuslav Martinů, The Greek Passion: Nikolios
- W. A. Mozart, Die Hochzeit des Figaro: Cherubino
- Jacques Offenbach, Fantasio: Die Titelrolle
- Jacques Offenbach, Hoffmanns Erzählungen: Nicklausse
- Gioachino Rossini, Semiramide: Arsace
- Gioachino Rossini, La donna del lago: Malcolm
- Gioachino Rossini, Tancredi: Tancredi
- Gioachino Rossini, La gazza ladra: Pippo
- Nikolaus Schapfl, Der kleine Prinz: Der kleine Prinz
- Johann Strauss (Sohn), Die Fledermaus: Prinz Orlofsky
- Richard Strauss, Der Rosenkavalier: Oktavian
- Richard Strauss, Ariadne auf Naxos: Komponist
- Richard Strauss, Salome: Page
- Giuseppe Verdi, Un ballo in maschera: Oskar
- Richard Wagner, Rienzi: Adriano di Colonna

### Film
- Ein Mann wie E.V.A.: Eva Mattes als fiktiver Rainer Werner Fassbinder
- Rita Ritter: Annamirl Bierbichler als fiktiver Herbert Achternbusch
- Viktor und Viktoria: Renate Müller bzw. Victor/Victoria: Julie Andrews als Viktor
- Kevin und Perry tun es: Kathy Burke als Perry
- I’m Not There: Cate Blanchett als Bob Dylan
- Ein Jahr in der Hölle: Linda Hunt gewann für ihre Rolle als Billy Kwan einen Oscar
- Friedrich – Ein deutscher König: Katharina Thalbach als alter, Anna Thalbach als junger Friedrich II. von Preußen